# J'y crois
Le Mouvement politique indépendant de conscience démocratique nationale (en espagnol : Movimiento político independiente Conciencia Democrática Nacional) — plus connu sous le nom de J'y crois (Yo creo) ou de Conscience démocratique nationale (Conciencia Democrática Nacional ; abrégé en CDN) — est un parti politique paraguayen. Il est dirigé par le maire de Ciudad del Este, Miguel Prieto Vallejos.

## Histoire

### Émergence du mouvement
J'y crois est fondé en 2019 sous le nom de « Mouvement de conscience démocratique del Este » par Miguel Prieto Vallejos. Le mouvement tient ses origines des manifestations à Ciudad del Este contre l'administration municipale de la ville qui conduit au limogeage de la maire du Parti Colorado, Sandra McLeod.
Le mouvement nouvellement né remporte par la suite les élections municipales anticipées de 2019 et Miguel Prieto Vallejos devient maire de Ciudad del Este.

### Élections générales de 2023
En vue des élections générales de 2023 le mouvement souhaite s'exporter au niveau national. Il est enregistré le 2 juin 2023 auprès du Tribunal supérieur de justice électorale sous le nom de « Mouvement politique indépendant de conscience nationale démocratique ».
Le parti apporte son soutien au candidat Efraín Alegre du PLRA. À l'issue du scrutin, le parti remporte trois sièges au Congrès dont deux députés et un sénateur.

## Résultats électoraux

### Élections présidentielles
| Année | Candidat                     | Voix    | %     | Rang | Élu   |
| ----- | ---------------------------- | ------- | ----- | ---- | ----- |
| 2023  | Soutien Efraín Alegre (PLRA) | 830 302 | 28,25 | 2e   | Battu |

### Élections législatives
| Année | Voix   | %    | Sièges | Rang |
| ----- | ------ | ---- | ------ | ---- |
| 2023  | 66 481 | 2,35 | 2 / 80 | 6e   |

### Élections sénatoriales
| Année | Voix   | %    | Sièges | Rang |
| ----- | ------ | ---- | ------ | ---- |
| 2023  | 56 386 | 1,95 | 1 / 45 | 7e   |